# Cratere Bessel
Bessel è un cratere lunare di 15,56 km situato nella parte nord-orientale della faccia visibile della Luna, dentro il Mare Serenitatis.
Il cratere è dedicato al matematico tedesco Friedrich Wilhelm Bessel.

## Crateri correlati
Alcuni crateri minori situati in prossimità di Bessel sono convenzionalmente identificati, sulle mappe lunari, attraverso una lettera associata al nome.
| Bessel | Coordinate            | Diametro (in km) |
| ------ | --------------------- | ---------------- |
| D      | 27°20′24″N 19°51′36″E | 5,2              |
| F      | 21°15′36″N 13°50′24″E | 0,63             |
| G      | 21°08′24″N 14°44′24″E | 1,11             |
| H      | 25°41′24″N 20°00′00″E | 3,72             |